# Desi Arnaz
Desiderio Alberto Arnaz y de Acha III (Santiago de Cuba, 2 de março de 1917 — Del Mar, 2 de dezembro de 1986), mais conhecido como Desi Arnaz ou Desi Arnaz, Sr., foi um músico, produtor de televisão e ator cubano. É conhecido por seu papel como Ricky Ricardo na série de TV I Love Lucy (Eu Amo a Lucy).
Em dezembro de 2021, A Amazon Prime Video lançou Being the Ricardos, filme dirigida e escrita por  Aaron Sorkin que conta os bastidores de gravação do sitcom I Love Lucy.